# Shui Qingxia
Shui Qingxia (18 de dezembro de 1966) é uma ex-futebolista chinesa, medalhista olímpica.

## Carreira
Zhong Honglian integrou o elenco da Seleção Chinesa de Futebol Feminino, nas Olimpíadas de 1996, que ficou em segundo lugar. 